# Kongmo Co
Kongmo Co är en sjö i Kina. Den ligger i den autonoma regionen Tibet, i den sydvästra delen av landet, omkring 98 kilometer sydväst om regionhuvudstaden Lhasa. Kongmo Co ligger 4 445 meter över havet. Arean är 38 kvadratkilometer. Trakten runt Kongmo Co består i huvudsak av gräsmarker. Den sträcker sig 5,5 kilometer i nord-sydlig riktning, och 12,8 kilometer i öst-västlig riktning.
Genomsnittlig årsnederbörd är 1 019 millimeter. Den regnigaste månaden är juli, med i genomsnitt 227 mm nederbörd, och den torraste är december, med 6 mm nederbörd.